# 3131 Мейсон-Діксон
3131 Мейсон-Діксон (3131 Mason-Dixon) — астероїд головного поясу, відкритий 24 січня 1982 року.
Тіссеранів параметр щодо Юпітера — 3,277.